# トゥラ川
トゥラ川（トゥラがわ、ロシア語: Тура́, Tura、別名ドルガヤ川、 ロシア語: Долгая, Dolgaya; Template:Lang-sty）は、ロシアのスヴェルドロフスク州とチュメニ州を流れる川である。全長は約1,030km、流域面積は80,400平方kmにおよぶ。トボル川の支流で、エルティシ川、オビ川を経て北極海へ流れる。
トボル川合流点から上流へ753kmは航行可能であり、10月末ごろから5月初頭までは凍結する。
流域の主な都市にトゥリンスク、チュメニなどがある。